# Кінематограф Польщі

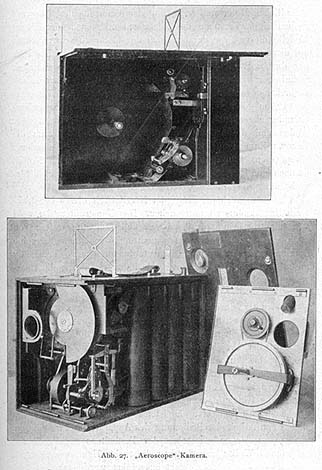
Перша в світі ручна кінокамера конструкції Казимира Прушинського, 1910

Кінематограф Польщі — один з видів художньої творчості в Польщі, що визначається національним стилем подачі кінематографічного матеріалу.
Історія польського кінематографа починається з відкриття у Польщі перших кінотеатрів і наповнена досягненнями так само, як історія самого кінематографа. Особливо відомий період історії польського кінематографа пов'язаний з періодом середини 1950-х років, коли роботи режисерів так званої Польської школи кінематографа і новаторські тенденції у творчості кінематографістів європейських країн (французька нова хвиля, італійський неореалізм та інші) сприяли розвитку польського кінематографа та збагатились його досягненнями. Після Другої світової війни, незважаючи на цензуру і ідеологічні рамки, викликані пануванням у Польщі радянської ідеології, режисери Роман Поланскі, Кшиштоф Кесльовський, Агнешка Голланд, Анджей Вайда, Єжи Кавалерович, Анджей Жулавський, Кшиштоф Зануссі внесли великий внесок у розвиток світового кіно.

## Історія

### Ранній період
Перший кінотеатр у Польщі (у той час — Царство Польське у складі Російської імперії) був відкритий в Лодзі в 1899 році і деякий час називався «Театром живої фотографії» (пол. «Teatr Żywych Fotografii»). Новий вид розваг отримав велику популярність, і до кінця наступного десятиліття кінотеатри були майже в кожному великому місті країни. Першим польським режисером прийнято вважати винахідника Казимира Прушинського (пол. Kazimierz Prószyński), який сконструював ще до оголошення про патент братів Люм'єр плеограф — апарат для запису і проєкції рухомих зображень, а також створив найбільш ранні документальні та ігрові фільми вже в 1902 році: «Ковзанка в Лазенковському палаці» (пол. «Ślizgawka w Łazienkach»), «Гульвіса повертається додому» (пол. «Powrót birbanta»), «Пригоди візника» (пол. «Przygoda dorożkarza»).
Інший піонер польського кінематографа, Болеслав Матушевський, став одним з перших режисерів, що працювали в компанії братів Люм'єр. У 1897 році він також був придворним кінооператором родини Романових.

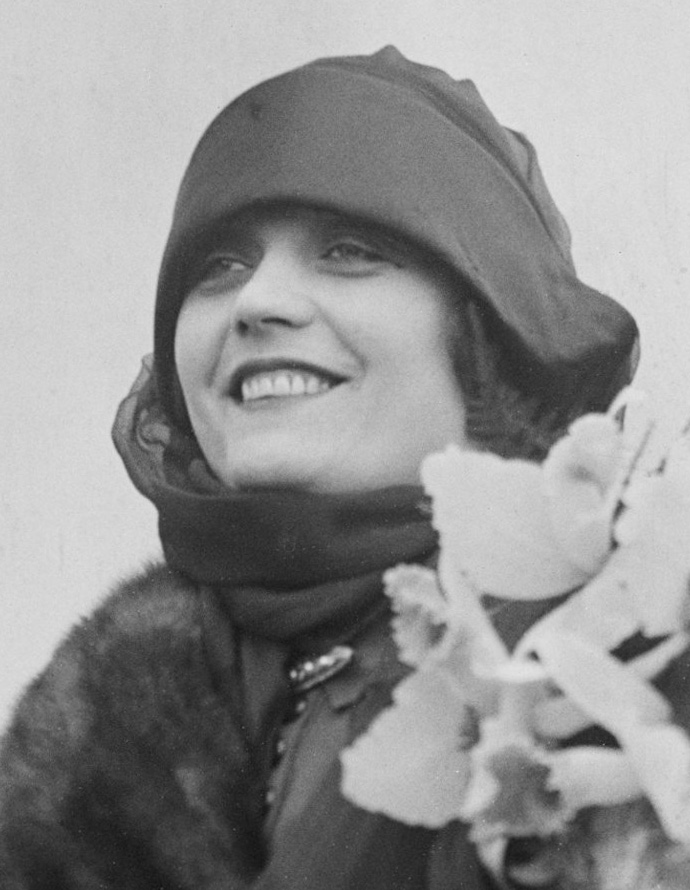
Зірка світового німого кіно Пола Негрі починала в польському кіно

Великий внесок у розвиток технічної бази кіновиробництва вніс також австро-угорський винахідник, поляк за походженням Ян Щепаник — він запропонував свою конструкцію камери для кінозйомки, вже в 1910-1920-х роках розробив основи виробництва кольорових фільмів, багато зробив для розвитку звукового кіно. За все це він був прозваний «польським Едісоном».
Найдавніший художній фільм, що зберігя — «Антось вперше у Варшаві» (пол. Antoś pierwszy raz w Warszawie), був знятий в 1908 році французьким режисером Жоржем Мейєром за участі Антоні Фертнера в головній ролі. День прем'єри фільму 22 жовтня 1908 відзначається як дата заснування польської кіноіндустрії. У 1910 році Владислав Старєвіч зняв один з перших у світі мультфільмів (він також є одним із засновників лялькової анімації).
До початку Першої світової війни кінематограф в Польщі перебував у розвиненому стані і мав відповідний творчий і технічний потенціал. Після здобуття Польщею незалежності та утворення Польської Республіки національне кіно вийшло на європейський ринок. Так, наприклад, Пола Негрі, закінчивши Академію драматичного мистецтва у Варшаві та дебютувавши в польських фільмах, дуже скоро стала зіркою німого кіно світового масштабу.

### Період між двома світовими війнами
Активний розвиток кінематографа Польщі почався зі здобуттям державної незалежності в 1918 році. За короткий час була створена ціла мережа кінотеатрів: якщо в 1921 році їх налічувалося близько 400, то до кінця 1930-х років їх стало удвічі більше. Було екранізовано велику кількість творів вітчизняної літератури: «Могила невідомого солдата» (пол. Mogiła nieznanego żołnierza, 1927 рік) за повістю Анджея Струга, «Пан Тадеуш» (1928 рік) за Адамом Міцкевичем, «Земля обітована» (1927 рік) за повістю Владислава Реймонта, «Переддень весни» (пол. Przedwiośnie, 1928 рік) за твором Стефана Жеромського. Перший польський звуковий фільм «Мораль пані Дульської» (пол. Moralność Pani Dulskiej, 1930 рік) за однойменною п'єсою Габріелі Запольської 1906 року.
У 1930-і роки знімались фільми різних жанрів: мелодрами «Знахар» (пол. Znachorj, 1937 рік) Міхала Вашинського, «Ординат Міхоровський» (пол. Ordynat Michorowski, 1937 рік) Генріка Сзаро, «Прокажена» (пол. Trędowata, 1936 рік) і «Верес» (іноді — «Дівчина і улан», пол. Wrzos, 1938) Юліуша Гардана; костюмовані історичні драми «Пан Твардовський» (1936 рік) Генріка Сзаро, «Вірна річка» (пол. Wierna rzekaj, 1936 рік) Леонарда Бучковського, «Барбара Радзивілл» (пол. Barbara Radziwiłłówna, 1936 рік) і «Костюшко під Рацлавицями» (пол. Kościuszko pod Racławicami, 1938 рік) Джозефа Лейтеса; комедії та мюзикли «Ядзя» (1936 рік) Мечислава Кравіча, «Ада! Це ж незручно!» (пол. Ada! To nie wypada!, 1936 рік) і «Забута мелодія» Конрада Тома, «Поверхом вище» Леона Тристана.
В цей період набули популярності актори Адольф Димша, Євгеніуш Бодо, Ядвіга Смосарська, Казімірж Юнак-Стемповський, Іна Беніта, Іда Камінська (також відома головною роллю у чеському фільмі «Магазин на площі», за яку була номінована на премію Оскар; а фільм був названий кіноакадемією США найкращим фільмом року іноземною мовою).
Окрім польської знімались фільми на їдиш, за кількістю яких Польща перебувала на одному з перших місць, картини «Дібук» (1937 рік) або «Ідл міт фідл» (1936 рік) лишаються популярними і донині.

### Період німецько-радянської та німецької окупації

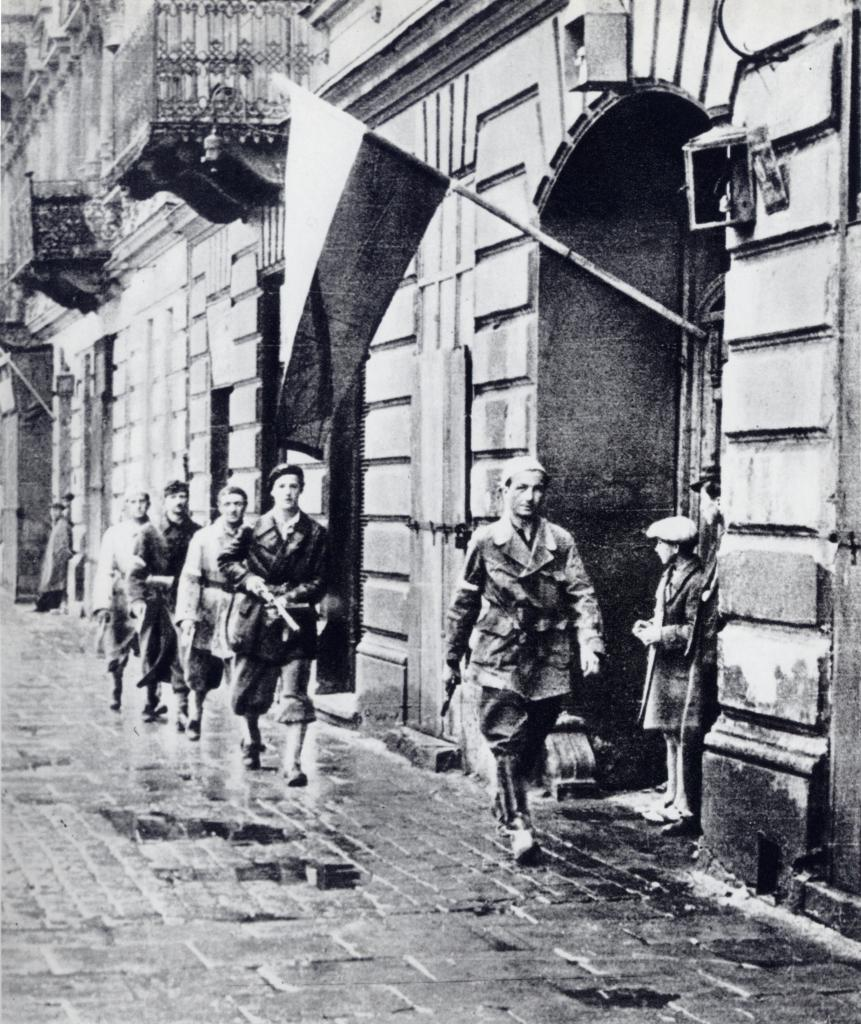
Польська воєнна хроніка. Патруль повстанців під час Варшавського повстання (1944)

Після початку Другої світової війни польська кіноіндустрія припинила своє існування. Всі проєкти на всіх студіях були зупинені. Одним з перших наказів німецької окупаційної влади, які розуміли міць агітації і пропаганди, було розпорядження про конфіскацію всіх кінотеатрів. Керівниками цих прокатних організацій могли стати або «чистокровні» арійці, або так звані фольксдойче. Невдовзі кінотеатри були поділені на заклади для «вищої» і «нижчих» рас, почалось створення кінотеатрів за національною ознакою: до 1943 року в Польському генерал-губернаторстві було створено 25 кінотеатр для німців, 61 для поляків і 4 для українців. Для прокату було схвалено 147 німецьких фільмів в оригіналі, 109 німецьких фільмів з польськими субтитрами, 33 польські картини, 14 іспанських і 1 італійська.
З початку окупації польський опір початок організовувати громадський бойкот кінотеатрів з метою мінімізації впливу на громадян ідеології супротивника. На стінах будинків почали з'являтися рукописні гасла: «Tylko świnie siedzą w kinie!» (укр. Тільки свині сидять в кіно!). Тим не менше, опубліковані пізніше дані (як окупаційних, так і підпільних джерел) свідчать про постійне зростання відвідуваності кінотеатрів. Бойкот провалився, оскільки в умовах окупації кінотеатр був практично єдиною з доступних форм розваги.
З самого початку війни багато кінематографісти виїхали за межі країни, інші знаходилося або в польській армії, або в уряді у Лондоні (при ньому існувало Управління з кінематографії Міністерства інформації та документації), а також в Іраку, Ірані, Палестині, Єгипті та Італії. Наприклад, Еугеніуш Ценкальський і Стефан Осієцький з 1940 року перебували у Великій Британії; Міхал Вашинський, Станіслав Липинський — в Армії Андерса, що формувалася в СРСР тощо. Окремі кінематографісти у вигнанні змогли продовжити свою творчість: в ці роки було знято кілька пам'ятних документальних агітаційно-патріотичних фільмів — «Польща не померла», «Білий Орел» (1940), «Це — Польща» (1941), «Незавершена подорож», «Країна моєї матері» (1943), «Ми непереможні» (1944) та інші.
Армія крайова році при своєму штабі сформувала в 1942 Управління інформації та пропаганди, виробництво фільмів в якому очолив Антоні Бохдзевич. Під його керівництвом, зокрема, кінематографісти опору фіксували у своїх хронікальних кадрах багато подій Варшавського повстання 1944 року.

### Період встановлення комуністичного режиму
Комуністичне керівництво, яке було приведено до влади радянським військовим режимом у Польщі, почало швидке відновлення польського кінематографу як потужного засобу пропаганди. В 1949 році число кінотеатрів у Польщі перевищило довоєнний рівень (762 проти 743 кінотеатрів у 1938 році), кількість глядачів зросла майже вдвічі. 13 листопада 1945 постановою уряду було створене державне підприємство «Польський фільм», яке підпорядковувалось Міністерству культури та національної спадщини Польщі та мало ексклюзивні права на кіновиробництво власних, та купівлю і прокат іноземних фільмів. При формальному твердженні, що націоналізація кіноіндустрії звільнить мистецтво від комерційного тиску, індустрія кіно опинилась в повній залежності від комуністичної ідеології.
Першою продукцією післявоєнного польського кіно стали пропагандистські хронікальні і документальні фільми, а в 1947 році відбулася прем'єра першого післявоєнного художнього фільму про духовну стійкість поляків під час окупації «Заборонені пісні» Леонарда Бучковського. Він же зняв першу післявоєнну комедію «Мій скарб». Іншими помітними роботами періоду стали «Прикордонна вулиця» (пол. Ulica Graniczna, 1949) Александра Форда, «Останній етап» Ванди Якубовської, «За вами підуть інші» (пол. Za wami pójdą inni, 1949) Антоні Бохдзевича. Ряд режисерів на початку 1950-х років здійснили спроби вийти за рамки «соціалістичного реалізму»: Олександр Форд з фільмом «П'ятеро з вулиці Панської» (другий режисер — молодий Анджей Вайда, 1954), Єжи Кавалерович — «Целюлоза» (1954).

### Період відлиги. 1955—1962 роки
На початку 1950-х років, після смерті Йосипа Сталіна, почалась десталінізація та лібералізація поглядів в соціалістичному таборі. Ці процеси призвели до виникнення у Польщі неформального соціального і мистецького об'єднання режисерів і сценаристів, яке отримало назву «Польська школа кіно» (пол. Polska Szkoła Filmowa). В об'єднанні склались дві основні тенденції розвитку: молодий режисер Анджей Вайда («Покоління», «Канал», «Попіл і алмаз» та інші фільми) досліджував героїку польського народу (що по-різному оцінювалося в різні історичні періоди). Інша група (найбільш помітними в якій був Анджей Мунк) аналізували польський характер через іронію, гумор і розвінчання національних міфів. За свої фільми, серед яких «Ероіка» (1958 рік), «Косоокість щастя» (1959), «Пасажирка» (1962), Мунк був названий «найбільшим раціоналістом і насмішником» польської школи. Школу також представляли Єжи Кавалеровича («Справжній кінець великої війни», «Загадковий пасажир», «Мати Іоанна від ангелів» та інші), Войцех Єжи Гас («Петля», «Як бути коханою» та інші). Тадеуш Конвіцький не тільки створив велику кількість сценаріїв до фільмів, але виступив основоположником польського авторського кіно, знявши такі мінімалістичні за формою картини, як «Останній день літа» (1958) і «День поминання покійних» (1961).

### Період панування прорадянських тенденцій
До середини 1960-х років кінематограф Польщі поступово відійшов від тематики жертовності у світовій війні — все більшу популярність стали набувати більш оптимістичні фільми. Це було викликано зміною поколінь та посиленням ролі правлячої партії Польщі. У фільмах почали уславляти спільну з СРСР боротьбу поляків проти спільного ворога (правда про співучасть СРСР у нападі на Польщу в 1939 всіляко приховувалась). Абсолютним втіленням цих змін став телевізійний цикл «Чотири танкісти і пес» (1966—1970 роки). Серіал мав великий успіх у Польщі та у всьому соціалістичному блоці. Показ цього серіалу на деяких національних каналах Польщі нині заборонений.
Все частіше почали з'являтись фільми про війну з комедійною інтерпретацією подій, наприклад такі, як «Де генерал?», «Пригоди каноніра Доласа, або Як я розв'язав Другу світову війну» Тадеуша Хмелевського. Також знімались серіали, як то шпигунський детектив «Ставка більша за життя» (1967—1968 роки, 18 серій), «Барбара і Ян» (1964 рік, 7 серій), кримінальний детектив «Капітан Сова йде по сліду» (1965 рік, 8 серій), комедія «Домашня війна» (1965—1966 роки, 15 серій) тощо.
У зв'язку з тим, що цензура посилювала свій контроль, деякі режисери зверталися до екранізації творів національної літературної класики, сюжети яких складно було оскаржити. Так з'явилися добре костюмовані історичні драми «Хрестоносці» Олександра Форда, «Попіл» Анджея Вайди, «Фараон» Єжи Кавалеровича, «Лялька» і «Рукопис, знайдений у Сарагосі» Войцеха Хаса. Останній з названих фільмів, що розповідає про епоху Наполеонівських воєн, є одним з улюблених у режисера Мартіна Скорсезе, який викупив першу авторську копію цієї стрічки для реставрації.
В цей період польський кінематограф втратив кілька своїх перспективних авторів: в автокатастрофі загинув 40-річний Анджей Мунк, виїхали з країни молоді успішні дебютанти Роман Поланскі і Єжи Сколімовський.

### 1980
1980-ті роки стали проривом польського гумору та іронії на кінематографічний ринок східної Європи і, в першу чергу, СРСР. Юліуш Махульський і його стильні, витримані в чудовому смаку «Ва-банк» і «Ва-банк 2, або Відповідний удар» зробили знову популярним і впізнаваним його батька — актора Яна Махульского (перше визнання отримав ще в 1960-ті роки), гротескні «Кінгсайз» і «Дежа вю» — Єжи Штура. Фільми «Кінгсайз» і «Секс-місія» (у прокаті СРСР — «Нові амазонки») стали одними з найдорожчих в історії польського кіно.